# 標茶町立病院
標茶町立病院（しべちゃちょうりつびょういん）は、北海道川上郡標茶町にある医療機関である。

## 歴代院長
出典
| 初代 | 九里正一(昭和24年4月 −昭和25年4月)  |
| 2代  | 森敬(昭和25年4月−昭和26年9月)       |
| 3代  | 青山東一(昭和26年10月−昭和28年4月)  |
| 4代  | 佐々木馨(昭和28年4月−昭和31年9月)   |
| 5代  | 遠藤一郎(昭和31年10月−昭和36年12月) |
| 6代  | 真口孝順(昭和37年1月−昭和39年9月)   |
| 7代  | 倉島和雄(昭和39年10月−平成9年3月)   |
| 8代  | 齋藤國雄(平成9年4月−平成26年3月)    |
| 9代  | 佐藤泰男(平成26年４月−現在)         |

## 診療科
出典
- 内科
- 外科
- 婦人科
- 小児科
- リハビリテーション科

## 医療機関の指定・認定
出典
| 保険医療機関           | 療養取扱機関               |
| 結核予防法指定医療機関 | 生活保護法指定医療機関     |
| 労災保険指定医療機関   | 原爆被爆者指定医療機関     |
| 救急指定医療機関       | 発熱者等診療・検査医療機関 |

## 交通
出典
- 釧網本線 標茶駅からハイヤーで3分、開運橋方向へ徒歩で10分。